# Stefanie Mösl

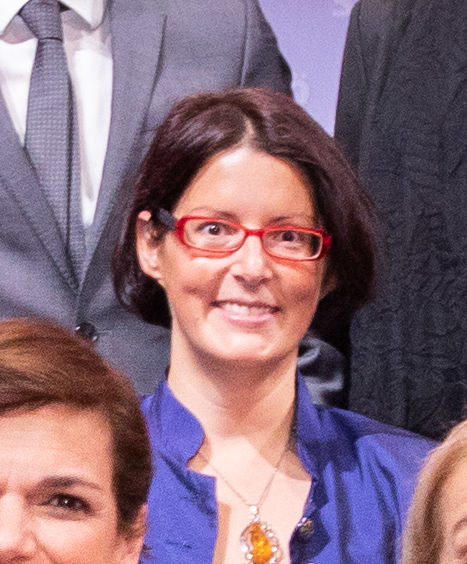
Stefanie Mösl (2018)

Stefanie Mösl (* 23. März 1985 in Salzburg) ist eine österreichische Politikerin der Sozialdemokratischen Partei Österreichs (SPÖ). Von Juni 2018 bis Juni 2023 war sie Abgeordnete zum Salzburger Landtag.

## Leben
Stefanie Mösl besuchte das Bundesoberstufenrealgymnasium in Neumarkt am Wallersee, wo sie 2003 maturierte. Anschließend begann sie ein Studium der Biotechnologie an der Fachhochschule Wien. Von 2004 bis 2006 besuchte sie das Kolleg für Hotelmanagement an den Salzburger Tourismusschulen auf Schloss Kleßheim. 2006 begann sie ein Studium der Molekularen Biowissenschaften an der Universität Salzburg, das sie als Bachelor beendete. Danach folgte ein Masterstudium der Molekularen Biologie und an der Universität Salzburg, das sie 2011 mit einer Masterarbeit zum Thema pH-abhängige Toxizität der Metalle Aluminium & Kupfer in der Grünalge Micrasterias denticulata: Veränderung der Ultrastruktur und subzelluläre Lokalisation der Metalle mit Hilfe des Transmissionselektronenmikroskops als Master of Arts (MA) abschloss. Seit Abschluss des Studiums ist sie im Lebensmittelbereich des Red-Bull-Konzerns tätig.
Seit 2014 gehört sie dem Gemeinderat in Eugendorf an, wo ihr Vater SPÖ-Vizebürgermeister war. Bei der Landtagswahl in Salzburg 2018 kandidierte sie für die SPÖ hinter Walter Steidl auf Platz zwei der Landesliste. Am 13. Juni 2018 wurde sie in der konstituierenden Landtagssitzung der 16. Gesetzgebungsperiode als Abgeordnete zum Salzburger Landtag angelobt.
Für die Europawahl 2019 wurde sie auf den achten Listenplatz der SPÖ gereiht.
Nach der Landtagswahl in Salzburg 2023 schied sie aus dem Landtag aus.